# パルシェ
パルシェ（PARCHÉ）は、静岡県静岡市葵区にある大型商業施設。東海旅客鉄道（JR東海）静岡駅北口の駅ビルである。

## 概要
静岡駅の北口側にある駅ビルであり、JR東海のグループ企業である静岡ターミナル開発株式会社が運営している。
2011年には10年ぶりにパルシェ本館の全面改装を行い、同年9月22日に一部を除き先行開業した。これにより、本館のみで売上100億円を目指すとしていた。
同駅南口にはジェイアール東海静岡開発が運営する駅ビルASTY静岡がある。

## フロア

### 本館
- RF 富士山展望台 ビアガーデン（夏季限定）
- 7F パルシェ貸し会議室、SBS学苑、診療所
- 6F パルシェダイニング
- 5F ブックス&ライフスタイル
- 4F デイリーライフ バラエティ
- 3F ナチュラル&ベーシック
- 2F キャリア&エレガンス 静岡駅連絡口
- 1F アーバンスタイル - グランドフロア - 静岡駅コンコース・改札、食彩館連絡通路
- B1F トレンドカジュアル - グランドフロア - 駅前地下道

## PR・広報など
- 開業時には、「愛のパルシェ」というキャッチコピーのもと、女優の手塚理美をイメージキャラクターに起用し、テレビCMや新聞広告などで大々的なPRキャンペーンを行った。また開業当初は、地元テレビ局とタイアップを行い、パルシェの想定購買層にあわせたミニ番組を制作・放送していた[3]。
- 開業当初のPRキャンペーン以降は、大々的なPRキャンペーンは行ってこなかった。テレビCMも適宜放送はしていたが、そのほとんどは静止画数枚を組み合わせたスライドCMと呼ばれるもので、地方のCMでは比較的ありふれた形態とも言える。それ以外は国鉄→JRの駅ビルということもあり、電車内の中吊り広告や地元紙での新聞広告が主になっていた。
- 2011年9月には、10年ぶりの改装を行い（先述）、これに伴うPRキャンペーンを行った。開業時と同様に女優（地元静岡市出身の原田夏希）を起用した大がかりなもので、テレビCMの集中放送や新聞を中心とした紙媒体へも高頻度の広告出稿を行った。